# دوري الدرجة الأولى الأرجنتيني 1925
دوري الدرجة الأولى الأرجنتيني 1925 (بالإسبانية: Campeonato de Primera División 1925)‏ هو موسم من دوري الدرجة الأولى الأرجنتيني. كان عدد الأندية المشاركة فيه 23، وفاز فيه هوراكان.